# Acaulon chrysacanthum
Acaulon chrysacanthum är en bladmossart som beskrevs av Stone 1976. Acaulon chrysacanthum ingår i släktet pygmémossor, och familjen Pottiaceae. Inga underarter finns listade i Catalogue of Life.